# Protilodní střela

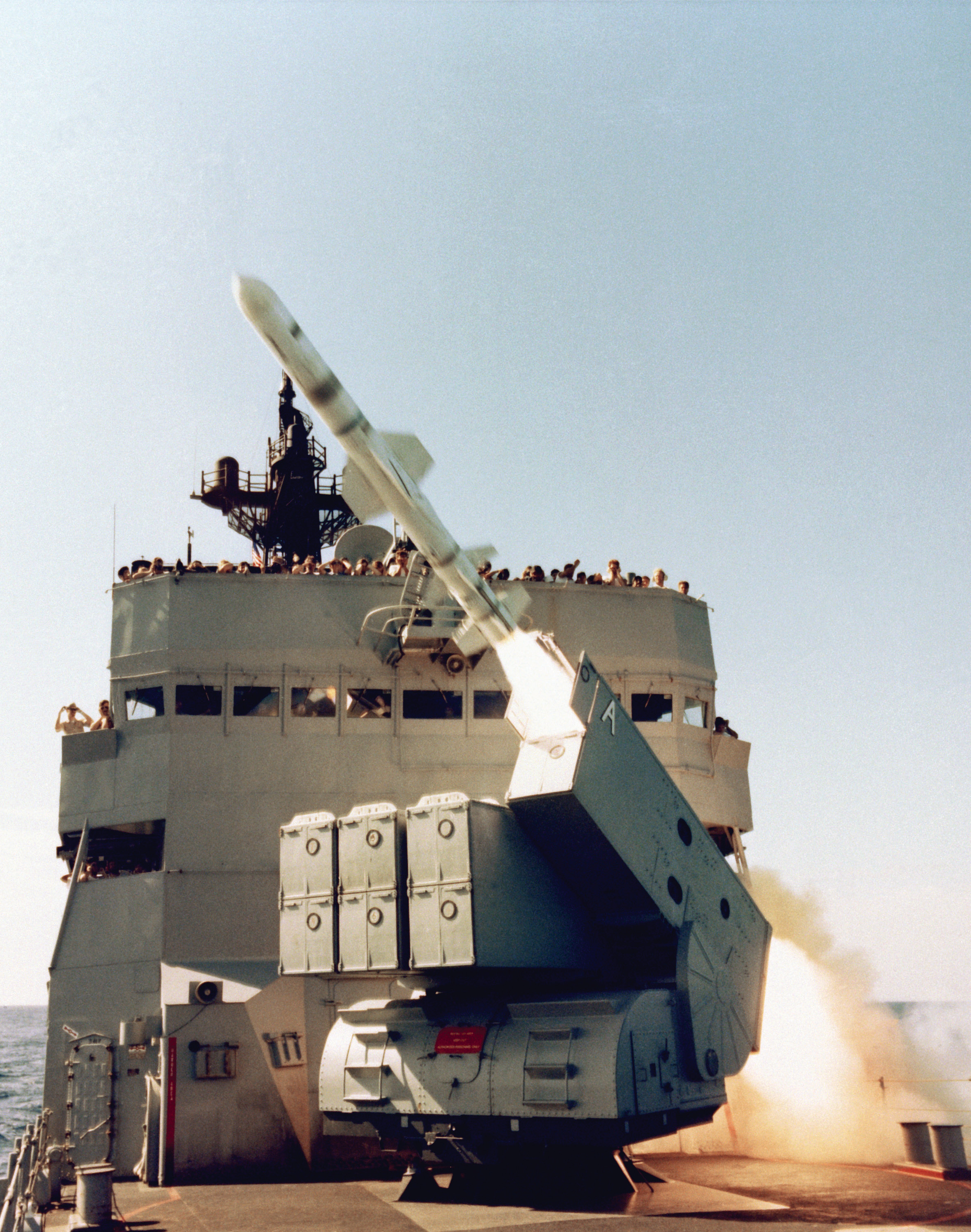
Americká střela RGM-84 Harpoon

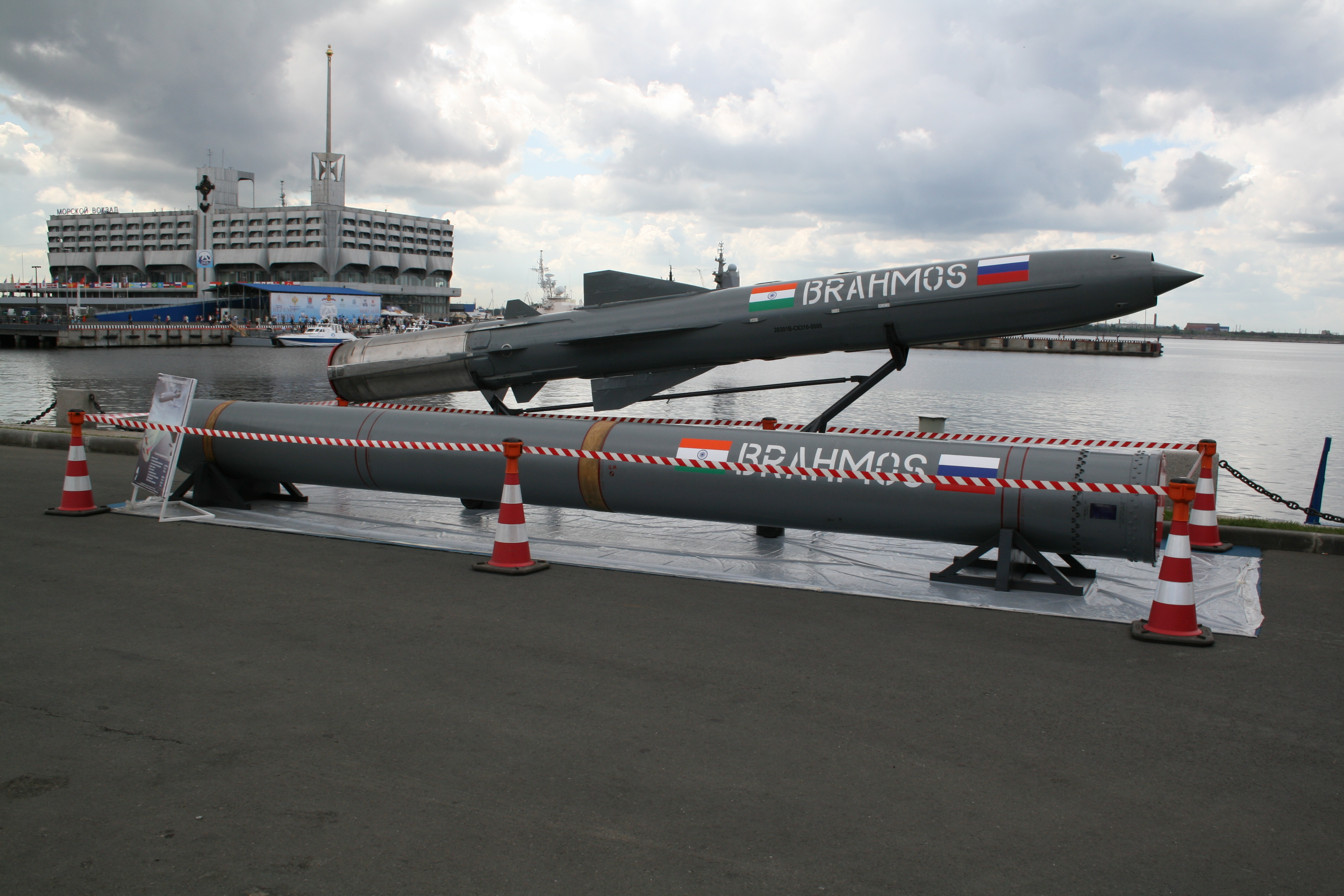
Indická střela s plochou dráhou letu BrahMos

Protilodní střela je druh řízené střely, určený k ničení nepřátelských lodí. Protilodní střely mohou být vypouštěny například z ponorek, hladinových lodí, letadel, vrtulníků, vozidel či z pobřeží.

## Historie
První operačně použitelné protilodní střely se objevily za druhé světové války. Třetí říše potopila pomocí řiditelné pumy Fritz X italskou bitevní loď Roma a řadu dalších lodí se Luftwaffe podařilo poškodit (řiditelná byla i kluzáková puma Henschel Hs 293). Američané v průběhu války vyvinuli řiditelné pumy ASM-N-2 Bat.
Další rozvoj protilodních střel nastal za studené války. SSSR pro své námořnictvo zvolil strategii postavenou na ponorkách, minách a protilodních střelách, kterých vyvinul širokou škálu. Jejich prvořadým cílem byly americké letadlové lodi, tvořící základ úderné síly amerického námořnictva. První z nich představoval model P-15 Termit (v kódu NATO SS-N-2 Styx), který byl poprvé úspěšně použit ve střetnutí egyptských raketových člunů třídy Komar s izraelským torpédoborcem Eilat v roce 1967. Egypťané tehdy Eilat pomocí čtyř střel Styx potopili.
Francouzské střely Exocet námořnictva Argentiny byly úspěšně nasazeny proti Royal Navy ve válce o Falklandy, ve které potopily dvě britské lodě – torpédoborec HMS Sheffield a transportní loď Atlantic Conveyor. Torpédoborec HMS Glamorgan byl poškozen Exocetem odpáleným z pozemní baterie. Jejich dalším úspěšným nasazením byla Irácko-íránská válka – zde byly použity zejména proti tankerům.
V květnu 1987 zasáhly v Perském zálivu dvě řízené střely Exocet odpálené z iráckého letounu Mirage F1 americkou fregatu USS Stark. Fregata byla vážně poškozena, ale nepotopila se, útok ovšem zabil 37 členů posádky. Naopak v následujícím roce Američané potopili (mimo jiné) střelami Harpoon íránské fregaty Joshan a Sahand.
Velikým problémem protilodních střel bylo odpálení nálože, protože roznětky často nerozpoznaly dopad na a penetrování obalu lodi (často tenká ocel či hliník). Tento problém se podařilo prakticky vyřešit až v 90. letech s nástupem moderních elektronických roznětek. Protilodní střela může nést při dopadu ještě stále velké množství paliva a tak posádky bojových lodí při operacích nosí nehořlavé kombinézy a ochranu hlavy pro případ vyhoření paliva uvnitř lodi.

## Obrana

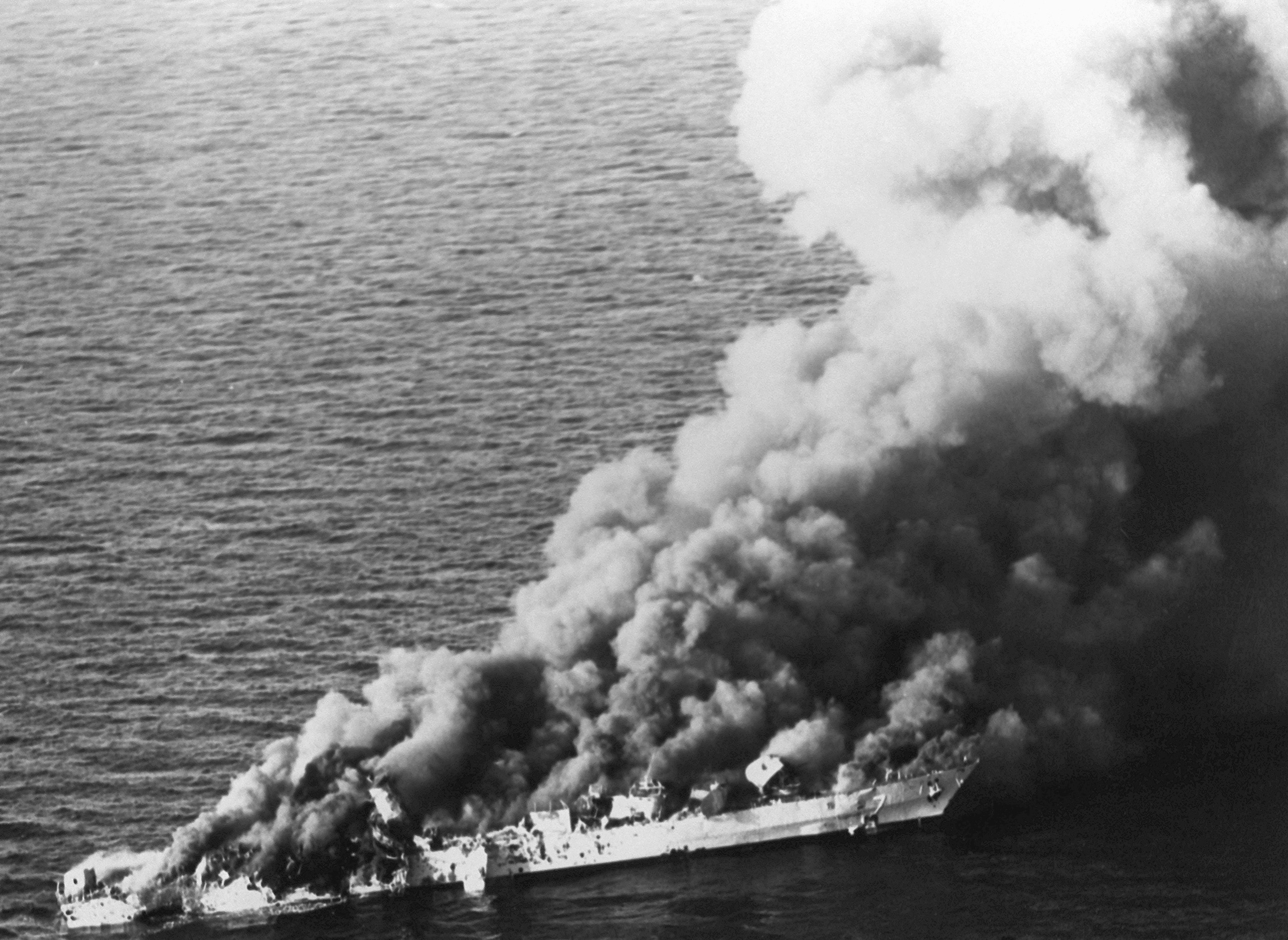
Íránskou fregatu Sahand zasáhly a potopily tři střely Harpoon a několik kazetových bomb.

K obraně proti protilodním střelám byla vyvinuta řada obranných systémů. Existují systémy blízké obrany s hlavňovou výzbrojí, jako je například americký Phalanx CIWS, španělská Meroka či ruský AK-630. Řízené střely používají například systémy RIM-7 Sea Sparrow a RIM-116 Rolling Airframe Missile, existují ale i kombinace, jako je například ruský systém 3K87 Kortik. Používá se také elektronické rušení a klamné cíle. U moderních lodí, jako jsou švédské fregaty třídy Visby, jsou také používány prvky technologie stealth.

## Některé z protilodních střel
- Fritz X
- Exocet
- Boeing Harpoon
- P-15 Termit
- P-700 Granit
- Ch-41 Moskit
- BrahMos
- Gabriel
- Kosar
- Núr